# دانيال هاينر
دانيال هاينر (بالإنجليزية: Daniel Heiner)‏ هو سياسي أمريكي، ولد في 1850. انتخب عضو مجلس نواب ولاية يوتا.